# Chidlow, Western Australia
Chidlow är en del av en befolkad plats i Australien. Den ligger i kommunen Mundaring och delstaten Western Australia, omkring 40 kilometer öster om delstatshuvudstaden Perth. Antalet invånare är 1 687.
Närmaste större samhälle är Darlington, omkring 19 kilometer väster om Chidlow. 
I omgivningarna runt Chidlow växer huvudsakligen savannskog. Runt Chidlow är det ganska tätbefolkat, med 56 invånare per kvadratkilometer. Genomsnittlig årsnederbörd är 763 millimeter. Den regnigaste månaden är juli, med i genomsnitt 131 mm nederbörd, och den torraste är december, med 14 mm nederbörd.